# BMP (véhicule militaire)
Pour les articles homonymes, voir BMP.
BMP (en russe : БМП, abréviation de Боевая Машина Пехоты (Boïevaïa Machina Pekhoty) soit « véhicule de combat d'infanterie » en français) est une série de véhicules militaires soviétiques et russes de transport de troupes au sol :
- BMP-1, apparu en 1967 ;
- BMP-2, apparu en 1982 ;
- BMP-3, apparu en 1990.

## Conception

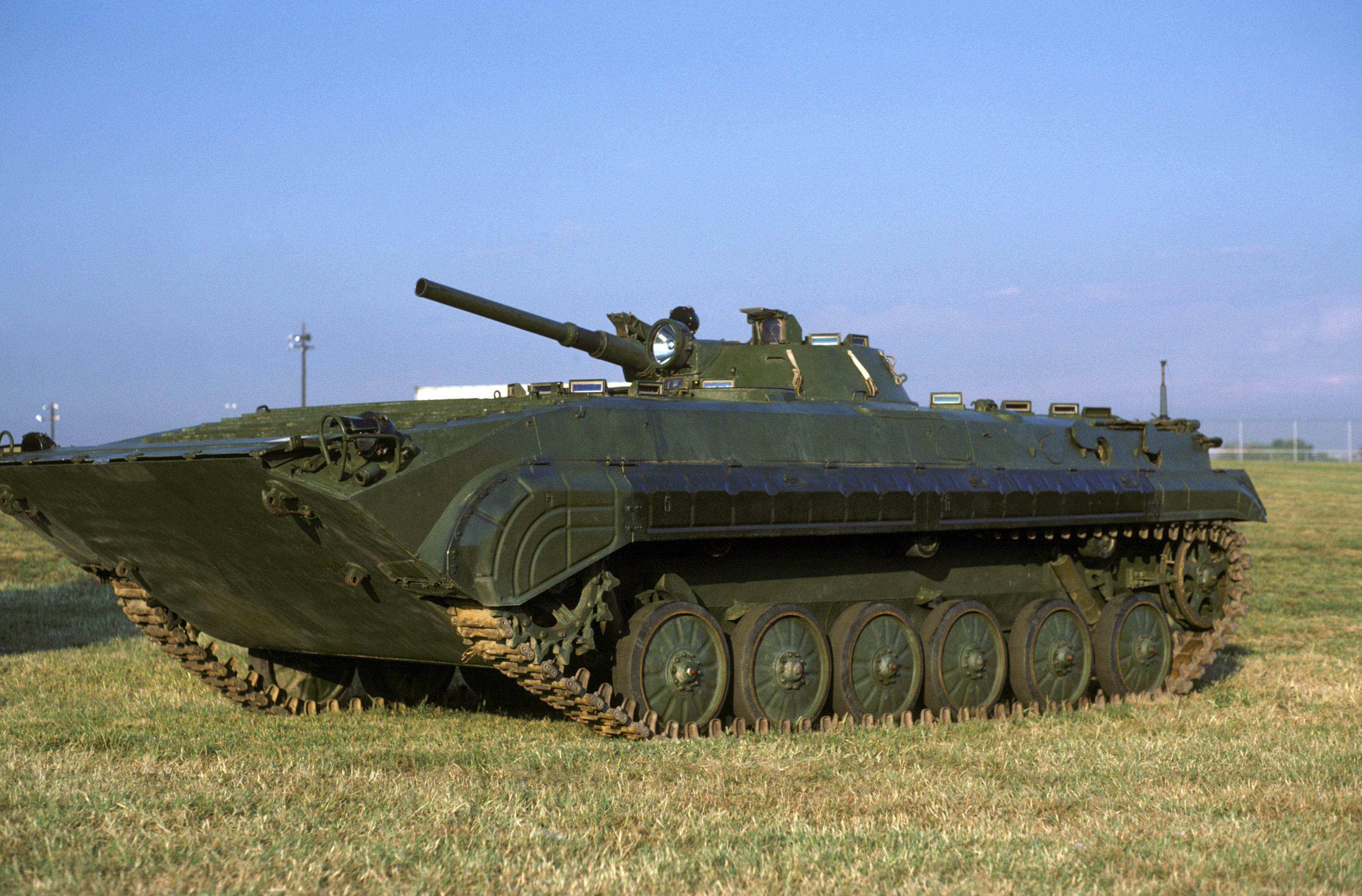
Véhicule de combat d’infanterie BMP 1.

### Contexte
Pendant la Seconde Guerre mondiale, l’URSS s’intéresse peu aux transports de troupes blindés : à l’inverse des Allemands avec les SdKfz 251, des Britanniques avec l’Universal Carrier ou des Américains avec le M3, les Russes ne développent aucun véhicule de ce type, se concentrant sur les chars et les canons d’assauts. Ce manque a pour conséquence que l’infanterie d’accompagnement russe n’a d’autre choix que d’être transportée directement sur les chars, au prix souvent de lourdes pertes.
Après la guerre, les Soviétiques doivent mécaniser plus de 120 divisions le plus rapidement possible, ce qui les amène au BTR-152, un véhicule peu performant, mais peu coûteux et facile à produire. Des expérimentations sont menées en parallèle pour créer un transporteur à chenilles. L’une de celles-ci, le K-78 développé par le colonel Kravtsov aboutit en 1951 au BTR-50, premier transport de troupe blindé à chenilles de l’Armée rouge. L’introduction des armes nucléaires tactiques à la fin des années 1950 rend cependant celui-ci obsolète, l’infanterie ne pouvant plus combattre à pied sur un champ de bataille contaminé par les radiations. Il faut alors trouver un moyen de permettre aux fantassins de se battre directement depuis leur véhicule.

### Développement initial
À la fin des années 1950, le GBTU, service de l’administration chargé des forces blindées, publie les caractéristiques attendues du prochain véhicule destiné aux troupes mécanisées. Le document se concentre principalement sur l’armement, en imposant la nouvelle tourelle conçue par le bureau de développement Priborostroyeniye de Toula, équipée d’un nouveau type de canon, le 2A28 Grom, et d’une rampe permettant de tirer des missiles antichar. Le véhicule doit également permettre à l’infanterie de combattre embarquée et son blindage avant être en mesure de résister aux obus de 20 mm en service dans les armées de l’OTAN. Les autres caractéristiques, notamment en ce qui concerne le mode de propulsion, roues ou chenilles est laissé libre. Plusieurs bureaux de développement sont sélectionnés pour faire des propositions, dont les plus importants sont le bureau dirigé par I.V. Gavalov de L'usine de tracteur de Stalingrad (STZ) et le bureau dirigé par P.P. Isakov de l'usine de tracteurs de Tcheliabinsk (ChTZ).
Cinq prototypes sont livrés en 1961, provenant de quatre bureaux d’études différents et sont testés au cours de l’année à Koubinka et Rhzev. L’Objet 1200, conçu par une petite équipe de l’usine BAZ de Briansk, est basé sur un châssis de camion lourd dont l’entreprise est spécialiste. Il est finalement refusé du fait de ses performances limitées hors-route, notamment dans la neige, qui ne le distinguent pas suffisamment du BTR-60. Une autre petite équipe de Roubtsovsk propose l’Objet 19, un véhicule à la conception inhabituelle doté de quatre roues et deux paires de chenilles, ces dernières pouvant être abaissées ou relevées en fonction du terrain. Trop compliqué et assez peu performant, il ne passe pas non plus les essais. L’Objet 911 du bureau dirigé par I.V. Gavalov est similaire, bien que ce soit ici les roues qui peuvent être levées ou abaissées, et est rejeté pour les mêmes raisons que le précédent.
Restent alors en lice l’Objet 914, également proposé par le bureau d'étude de Stalingrad dirigé par I.V.Gavalov, et l’Objet 765 du bureau d'étude de Tcheliabinsk dirigé par P.P. Isakov. Les deux véhicules sont semblables, mais le deuxième a la particularité d’avoir le moteur à l’avant, ce qui lui permet d’avoir un compartiment plus vaste et accessible pour les fantassins. L’Objet 765 est finalement retenu, mais le programme stagne alors pendant plusieurs années en raison de l’opposition d’une partie de l’armée et de Khrouchtchev lui-même, qui reprochent au BMP ses coûts d’achat et de maintenance par rapport au BTR-60. Après l’éviction de Khrouchtchev en 1964 et la conclusion d’un accord avec l’armée limitant le déploiement du BMP aux unités d’Europe centrale le projet peut reprendre en 1966. Une petite quantité de véhicules est construite pour effectuer les tests opérationnels, qui durent jusqu’en 1967. En parallèle, une nouvelle usine est construite à Kourgan (KMZ) qui produira des BMP . Le BMP est enfin reconnu bon pour le service en 1969, en faisant le premier véhicule de combat d’infanterie du monde.

### Limites du BMP
Au moment où il entre en service, le BMP est déjà en partie dépassé : avec la multiplication des ogives nucléaires, l’emploi d’armes nucléaires tactiques devient moins vraisemblable, le risque de glissement du conflit vers une guerre nucléaire à grande échelle devenant trop élevé. Conçu pour le champ de bataille nucléaire sur lequel l’infanterie adverse est peu présente, et notamment les équipes antichars contre lesquelles il est hautement vulnérable, le BMP est moins bien adapté à la guerre conventionnelle où cette menace est omniprésente.
Par ailleurs, un certain nombre de points faibles apparaissent lors des entraînements, qui sont confirmés en 1973 lorsque le véhicule est employé pour la première fois au combat lors de la guerre du Kippour. Les deux points les plus critiques relevés en cette occasion sont la faible efficacité de l’armement, le canon ayant une portée utile trop faible, tandis que le missile Malyutka se révèle presque impossible à guider jusqu’à sa cible, ainsi que la faiblesse du blindage, certains véhicules étant neutralisés par des tirs de mitrailleuse lourde les touchant à l’arrière de la tourelle. Afin de résoudre ces problèmes, le GBTU lance donc en 1974 un programme d’amélioration du BMP, donnant naissance à la fin des années 1970 au BMP-1P, sur lequel le missile Malyutka est remplacé par un lanceur permettant de tirer les missiles Fagot et Konkurs.

### Du BMP au BMP-2
Les corrections à effectuer allant au-delà de la simple substitution des missiles utilisés, un programme de remplacement est lancé en parallèle en 1974. Le bureau de développement dirigé par P.P. Isakov n’a cependant pas attendu la décision du GBTU pour travailler sur un nouveau modèle. Il développe ainsi en 1972 l’Objet 680 à partir des informations collectée sur le Marder ouest-allemand. À partir de cette expérience, deux projets prennent forme à partir de 1974 : les Objets 675 et 681, qui reprennent le même châssis, et les Objets 768 et 769 pour lesquels un nouveaux châssis, plus long, est développé.

### La guerre d'Afghanistan
Du fait de ses caractéristiques améliorées, le BMP-2 prit naturellement part à la Guerre d'Afghanistan, toujours dans son rôle de véhicule de combat d'infanterie. Il s'avéra rapidement que le BMP-1 qui était également engagé, conçu pour des affrontements classiques sur un théâtre d'opération européen, était peu adapté aux combats du type guerilla. Les atouts du BMP-2 furent très utiles sur le théâtre d'opération afghan : son canon de 30 mm très mobile, à la cadence de tir rapide, lui permettait de lutter efficacement dans ce genre de terrain, contrairement au canon de 73 mm du BMP-1 trop gros, à la cadence de tir trop faible et doté d'une faible élévation qui ne lui permettait pas de neutraliser les guerilleros afghans postés sur les hauteurs.
Le BMP-2 prit part à la majorité des conflits d'Europe, d'Afrique et d'Asie depuis sa mise en service en 1977. Très répandu, il est apprécié pour sa mobilité et sa résistance aux conditions climatiques difficiles que ce soit en Sibérie, au Moyen-Orient ou en Afrique occidentale.

### Du BMP-2 au BMP-3
L'efficacité du BMP-2 n'est plus à prouver, mais son armement devenant progressivement obsolète rendit nécessaire la création d'un modèle plus évolué, le BMP-3.
Celui-ci se distingue des autres BMP par deux principales caractéristiques : son blindage à base d'aluminium, renforcé par un blindage réactif et son système d'arme qui intègre en quelque sorte les atouts des BMP-1 et 2 : il est constitué entre autres d'un canon de 100 mm, de 30 mm et de missiles 9M117 'Kastet'. Le BMP-3 fait depuis peu partie de l'armée russe et de nombreux autres pays.
Sa forme rappelle la série des BMD et le PT-76.

## Galerie d'images

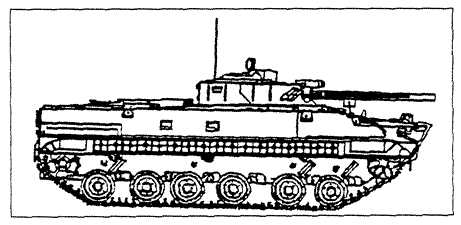
BMP-3.
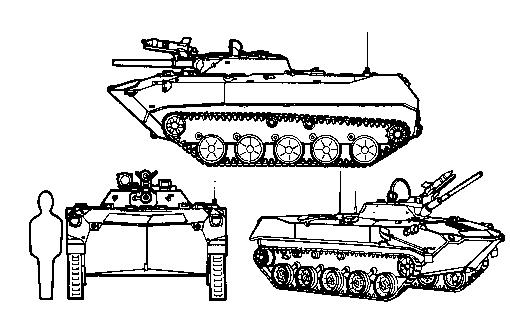
BMD.
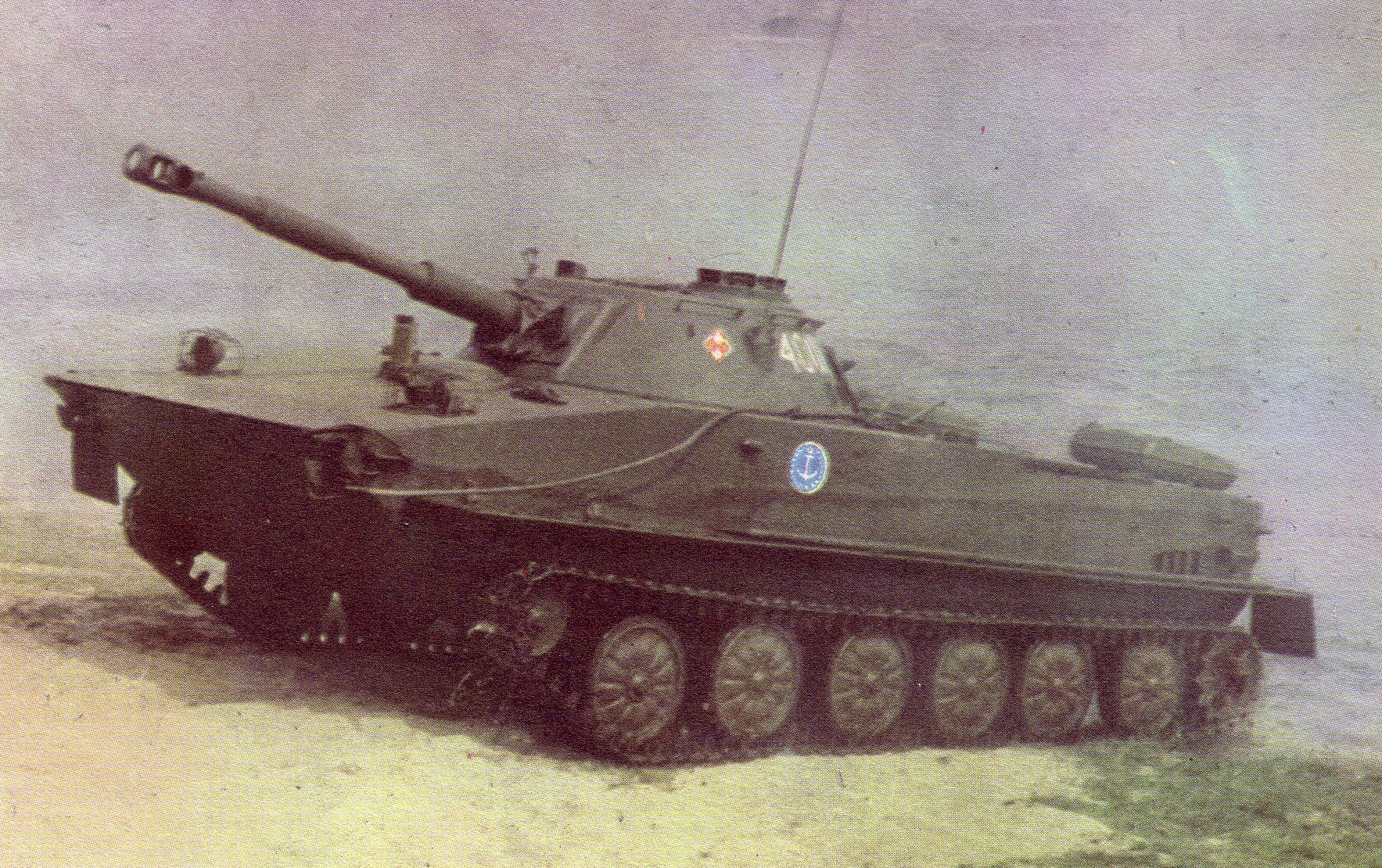
PT-76.
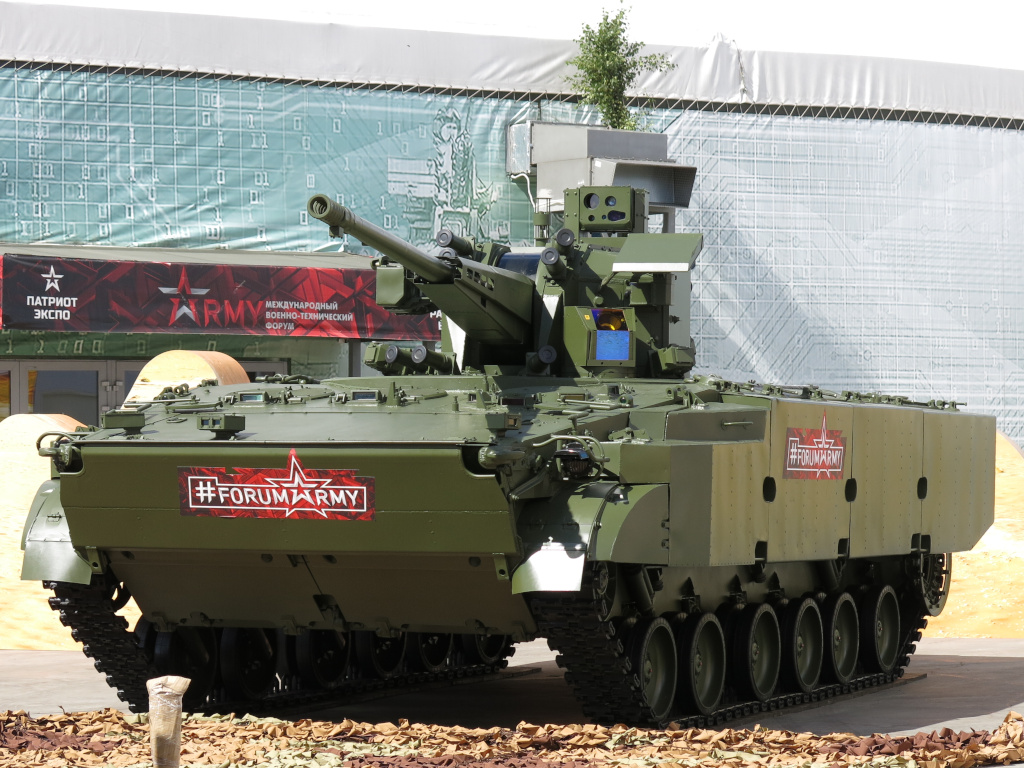
Véhicule antiaérien 2S38, basé sur le châssis du BMP-3.

## Véhicules comparables
- M2/M3 Bradley
- Mowag Piranha
- Combat Vehicle 90
- Véhicule blindé de combat d'infanterie
- MCV-80 Warrior

Il est à noter que le BMPT, malgré sa dénomination, n'a rien à voir avec la lignée des BMP. Il est en effet basé sur le châssis du char T-72 et n'est pas destiné au transport et à l'appui de l'infanterie mais à l'appui des chars de combat.